# Athripsodes cinereus
Athripsodes cinereus är en nattsländeart som först beskrevs av Curtis 1834.  Athripsodes cinereus ingår i släktet Athripsodes och familjen långhornssländor. Arten är reproducerande i Sverige. Inga underarter finns listade i Catalogue of Life.

## Bildgalleri

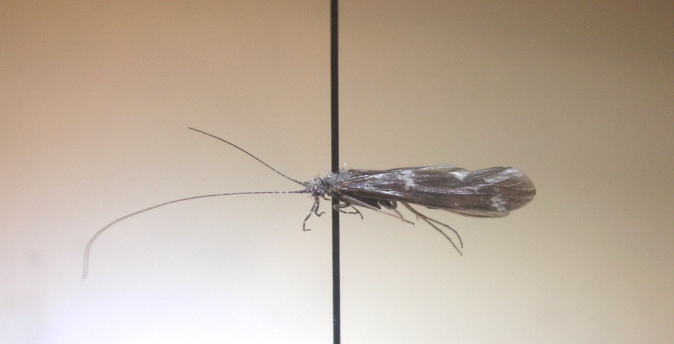